# Platycleis sabinegaali
Platycleis sabinegaali is een rechtvleugelig insect uit de familie sabelsprinkhanen (Tettigoniidae). De wetenschappelijke naam van deze soort is voor het eerst geldig gepubliceerd in 2011 door Adrienne Garai.